# Rosa agrestis
Rosa agrestis es una especie de planta angiosperma en la familia Rosaceae.  

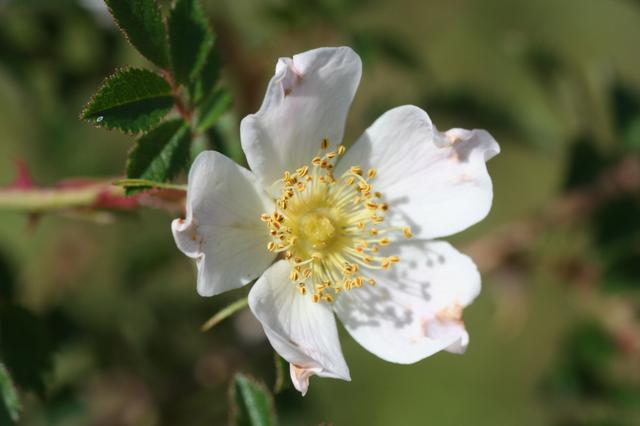
Flor

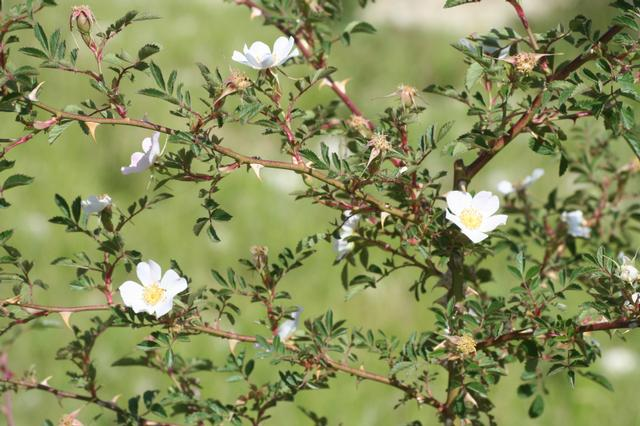
Vista de la planta

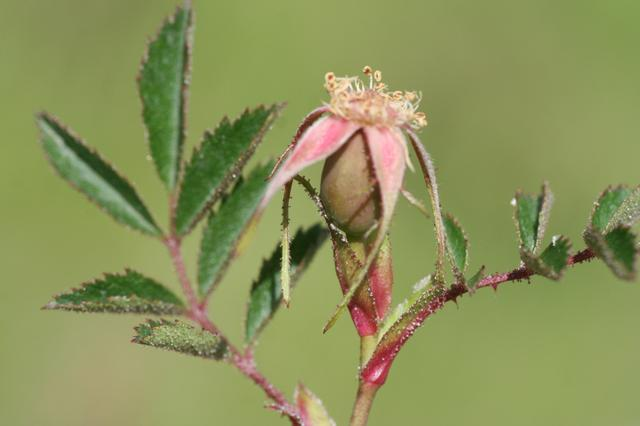
Detalle de la planta

## Descripción
Son arbustos que alcanzan un tamaño de hasta 3 m de altura, con tallos erectos o arqueados, glabros, con aguijones dispersos. Hojas caducas, con 2-3 pares de folíolos. Folíolos  elípticos o elíptico-lanceolados, cuneados, biserrados. Flores solitarias o en grupos corimbiformes. Brácteas con glándulas en los márgenes. Pedicelos glabros.  Fruto de 10-15 mm, oblongo-ovoideo, glabro, rojo. Florece de mayo a junio.

## Distribución y hábitat
Se encuentra en setos variados y matorrales, en los claros y orla del encinar, quejigares, coscojares, hasta en las fresnedas, olmedas, alisedas y robledales; principalmente en substrato calizo, también en pizarras, areniscas rojas, margas, graveras, etc.;  a una altitud de 100-1100 metros en gran parte de Europa, hasta el paralelo 55° N y desde la península ibérica hasta Polonia, Rumanía, S de Rusia y Crimea, Anatolia y Norte de África.

## Taxonomía
Rosa agrestis fue descrita por Gaetano Savi y publicado en Flora Pisana 1: 475. 1798.
Etimología
Rosa: nombre genérico que proviene directamente y sin cambios del latín rosa que deriva a su vez del griego antiguo rhódon, con el significado que se conoce: «la rosa» o «la flor del rosal».
agrestis: epíteto latíno que significa "rústica, de los campos"
Variedades aceptadas
- Rosa agrestis var. schulzei R.Keller
- Rosa agrestis subsp. silesiaca Schalow

Sinonimia
- Rosa agrestis subsp. caryophyllacea E.Schenk
- Rosa agrestis subsp. pubescens (Rapin ex Reut.) E.Schenk
- Rosa arvatica Puget ex Baker
- Rosa elliptica auct. angl.,p.p.1298
- Rosa elliptica subsp. inodora (Fr.) Schwertschl.
- Rosa gisellae Koehne
- Rosa gizellae Borb
- Rosa graveolens subsp. eriophora (Gren.) Arcang.
- Rosa graveolens subsp. nuda (Gren.) Arcang.
- Rosa haringiana (Heinr.Braun) Fritsch
- Rosa hispanica H.Christ
- Rosa kostrakiewiczii (Popek) Popek
- Rosa sepium Thuill.
- Rosa viscaria subsp. agrestis (Savi) Rouy[4]

## Nombres comunes
Castellano: carambujeros, escaramujo (3), matutines, rosa, rosal, rosal de monte, rosal silvestre (3), tapaculeros, tapaculos (2), zarza escarambujera, zarza escaramujera, zarzales.(el número entre paréntesis indica las especies que tienen el mismo nombre en España)